# Bahnhof Heiningen
Der Bahnhof Heiningen ist ein stillgelegter Bahnhof an der 1926 eröffneten Voralbbahn Göppingen–Boll (Streckenkilometer 9,1).

## Lage
Der Bahnhof liegt südlich der Ortsmitte Heiningens. Das Bahnhofsareal wird östlich durch die Bahnhofstrasse sowie westlich durch Wohnbebauung begrenzt. Im Norden des Bahnhofs wird das Gleis Richtung Eschenbach von der Bahnhofstrasse mit einem Bahnübergang überquert. Das mittlerweile abgerissene Bahnhofsgebäude hatte sich östlich der Gleisanlagen befunden.

Die Lage des Bahnhofs war bei der Projektierung in der Kritik, da befürchtet wurde, dass die Bewohner der Ortsmitte und des nördlichen Endes des Dorfes die Bahn nicht benützen würden, da sie genötigt seien, 500–1000 Meter in der Göppingen entgegengesetzten Richtung zu gehen, um mit der Bahn mit dem beträchtlichen Umweg über Ursenwang und Holzheim nach Göppingen zu gelangen.

## Gebäude
Die Ausführung des Stationsgebäudes entsprach der allgemein üblichen Bahnarchitektur für Nebenbahnen der 1920er Jahre: ein massives, eingeschossiges Gebäude mit Warteraum und Schalter. Ein Güterschuppen war angebaut. Bei der Errichtung wurde Jurament-Baustein aus den Steinbrüchen der Umgebung verwendet. Der Bahnhof wurden von einem Bahnagenten betreut. Das Gebäude wurde 2001 abgerissen, um an dessen Stelle einen Supermarkt zu bauen.

## Gleisanlagen
Der Bahnhof hatte einen Zwischenbahnsteig am durchgehenden Hauptgleis, ein Kreuzungsgleis mit einer Nutzlänge von 206 Metern am Hausbahnsteig, ein Freiladegleis und ein Gütergleis mit Kopframpe. Der in ursprünglichen Planungen vorgesehene Gleisanschluss zur Dampfziegelei wurde nicht verwirklicht.
 Das Kreuzungsgleis und das Gütergleis sind abgerissen, vorhanden sind noch das Durchgangsgleis sowie Reste des Freiladegleises. Auf dem Durchgangsgleis steht seit 2002 ein Bauzugwagen vom Typ 3yg als Denkmal. Das Gleis Richtung Eschenbach ist heutzutage bis zum funktionsfähig erscheinenden Bahnübergang als „Rasengleis“ vorhanden.

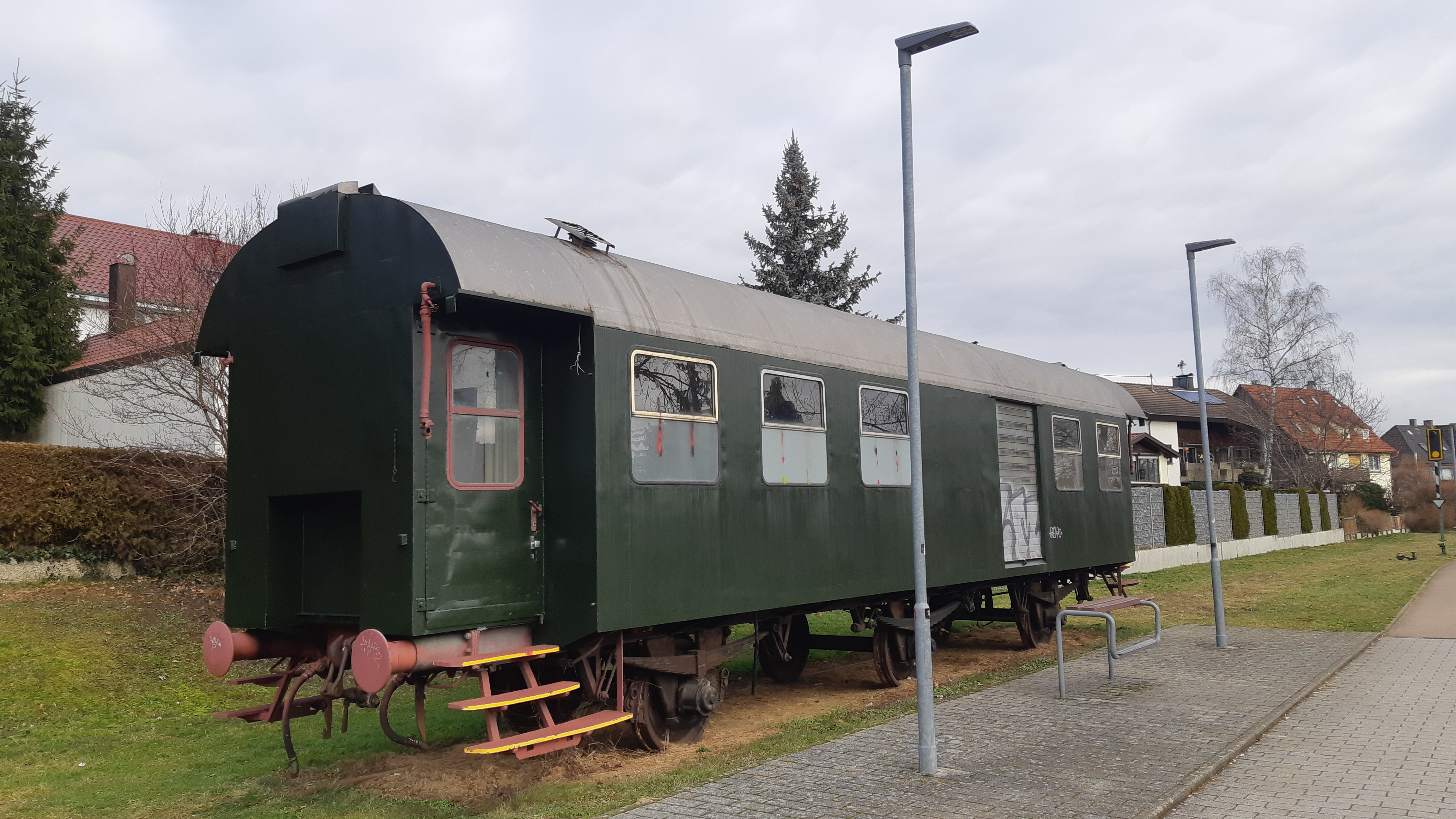
Bauzugwaggon B3Y im Bahnhof als Denkmal
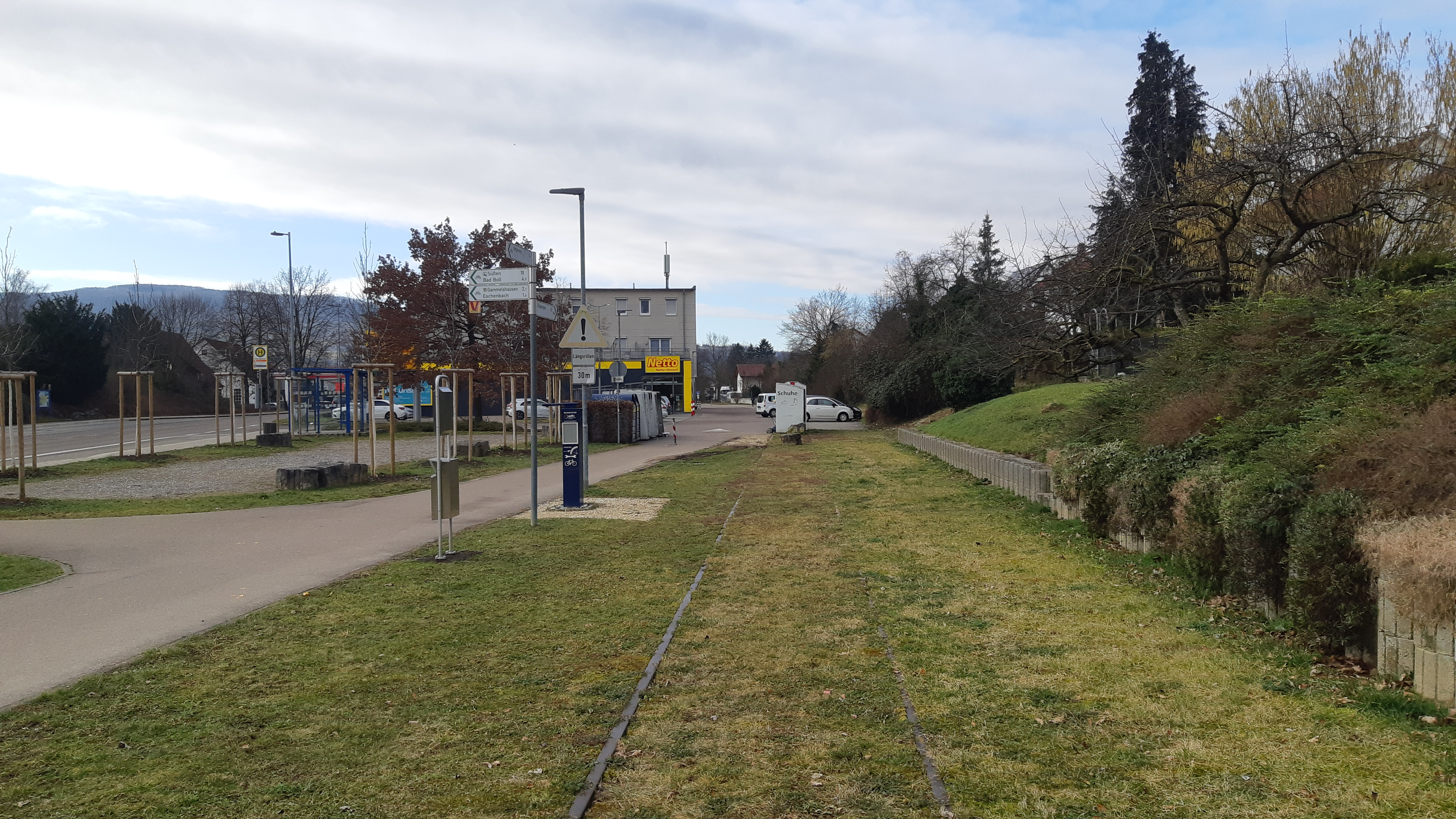
Ehemaliges Bahnhofsgelände mit Supermarkt überbaut
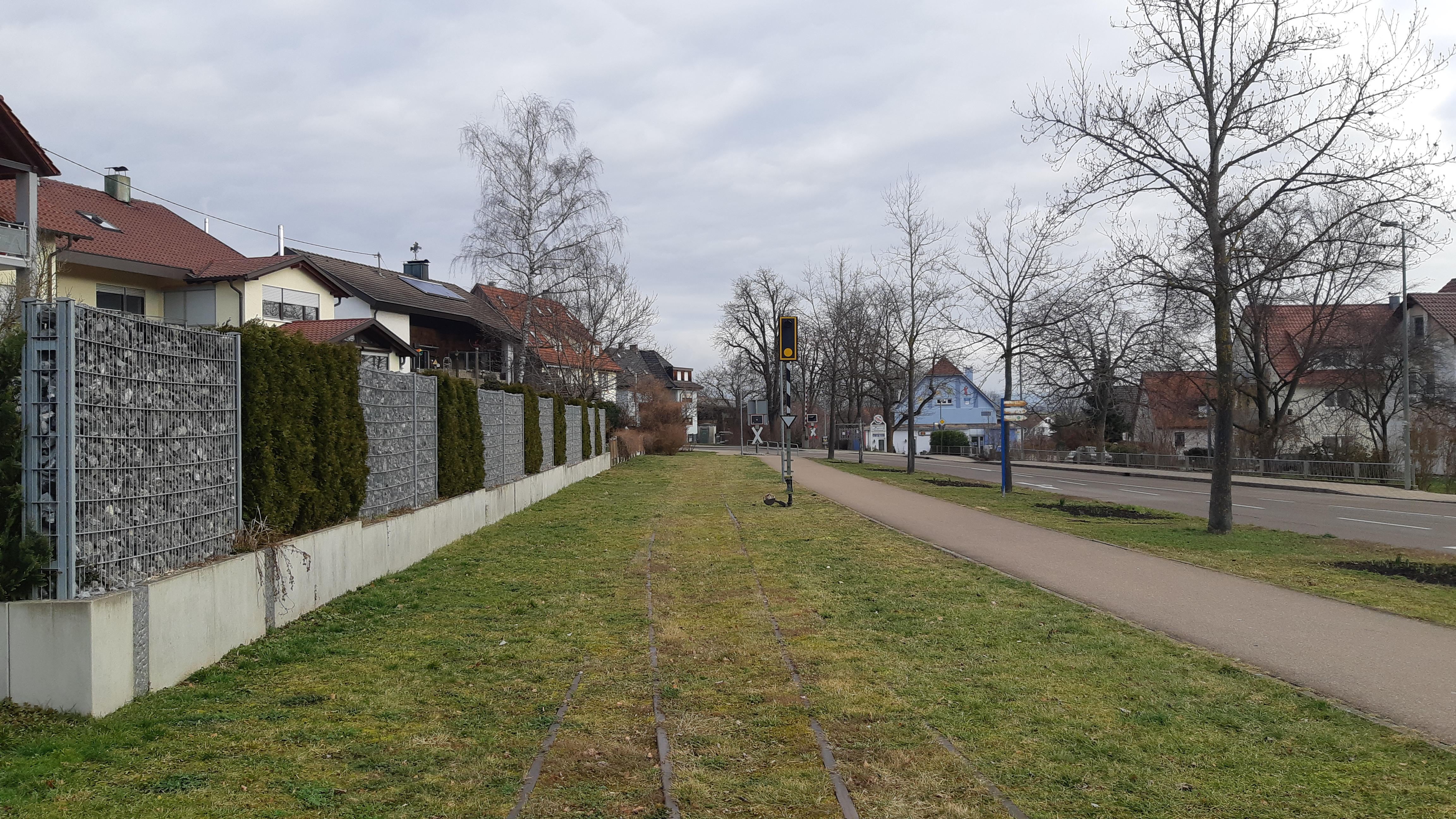
Ausfahrt Heiningen Richtung Eschenbach